# Suceavai-dombvidék
A Suceavai-dombvidék (Podișul Sucevei) Moldva északnyugati részén található.

## Földrajza
A 400-600 méter tengerszint feletti magasságban található terület anyaga úgynevezett szarmata rétegekből; főként mészkőből, agyagból, homokból és homokkőből épült fel.
A dombvidéket a Szeret folyó (Siretul) osztja ketté. Nyugati része folyóvölgyektől szabdalt, eróziós kismedencékkel tagolt táblás vidék. A keleti részét pedig a Szeret folyó bal partján elterülő eróziós vonulatok alkotják, már-már valódi dombvidék hatását keltve. Emelkedői a folyóval párhuzamosan, északnyugat-délkeleti irányban húzódnak.